# Jan Philip van Thielen
Jan Philip van Thielen (további vezetéknevei Thielen Rigouldts, van Thielen van Cauwenbergh, van Thielen van Couwenberghe) (Mechelen, 1618. április 1. – Booischot, 1667.) virágcsendéletekre és füzérfestményekre szakosodott barokk festő, aki rendszeresen dolgozott együtt korának vezető flamand és holland portréfestőivel. Mecénásai közé tartozott Diego Felipez de Guzmán márki és Habsburg Lipót Vilmos főherceg, Dél-Németalföld művészetkedvelő kormányzója.

## Élete
Van Thielen Mechelenben született Liebrecht van Thielen, Cauwenberch ura kisnemes és Anneken Rigaults (vagy Rigouldts) tizenegyedik és egyben utolsó gyermekeként. Jan Philip idővel megörökölte és felvette apja címét.
Szülővárosából, Mechelenből 1631. vagy 1632-ben Antwerpenbe költözött, ahol egyik nővére férjénél, Theodoor Romboutsnál kezdett festészetet tanulni, majd 1641-től a kiváló virágfestő Daniel Seghers egyetlen tanítványa lett.
1640 körül feleségül vette Françoise van Hemelaert, akivel kilenc gyermekük született. Házassága révén Erasmus Quellinus II sógora volt.
1631. és 1659. között Antwerpenben dolgozott, 1642-ben antwerpeni Szent Lukács céh mestere lett. 1660-ban családjával visszaköltözött szülővárosába, Mechelenbe ahol a következő évben a helyi Szent Lukács céh mestere lett. 1667-ben halt meg Booischotban.
Van Thielen tanítványai lányai, Maria Theresa van Thielen (1640–1706), Anna-Maria (sz. 1641) és Francisca-Catherina (sz. 1645), valamint egy bizonyos N. Bainville voltak. Lányai szintén kivételes virágcsendélet festők lettek, de csak a legidősebb nővér munkái maradtak meg, a két fiatalabb később kolostorba vonult. Hírüket kortársuk, Cornelis de Bie művész-életrajzíró, 1662-ben megjelent „A Nemes Liberális Festészet Arany Kabinetje” (Het Gulden Cabinet vande Edel Vry Schilder-Const) című munkája őrizte meg.

## Festményei
A 17. századi németalföldi festészet a virágcsendélet fénykorának tekinthető. Ekkor általános gyakorlat volt, hogy egy-egy művész a festészet egy bizonyos aspektusára vagy műfajára specializálódott. A csendéletfestők már annyira komolyan vették munkájukat, hogy egész életükben csak egy meghatározott csendéletfajtát festettek. Közéjük tartozott Jan Philip van Thielen is, aki 1646 után egészen haláláig kizárólag virágcsendéleteket, valamint virágfüzéreket festett. Több tucat festményt készített más művészekkel együttműködve, ahol a portrét vagy a többi művész által festett más képeket körülvevő füzéreket festette. Munkatársai között volt sógora, Erasmus Quellinus II, Frans Francken (II), Cornelis Schut és Cornelis van Poelenburch.
Stílusa realisztikus, sőt statikus volt, kompozíciói merevnek mondhatóak – minden egyes virágot külön-külön tökéletesre festett ahelyett, hogy a megörökített csokrot hagyta volna egyetlen kompozícióba olvadni.
Festményeit általában aláírta: kezdetben, anyja után Van Thielen Rigouldts, majd az 1650-es években Van Thielen és későbbi munkáin az 1660-as években, miután felvette a Cauwenberch ura címet Van Thielen Heere Van CouwenBerche aláírást használta.

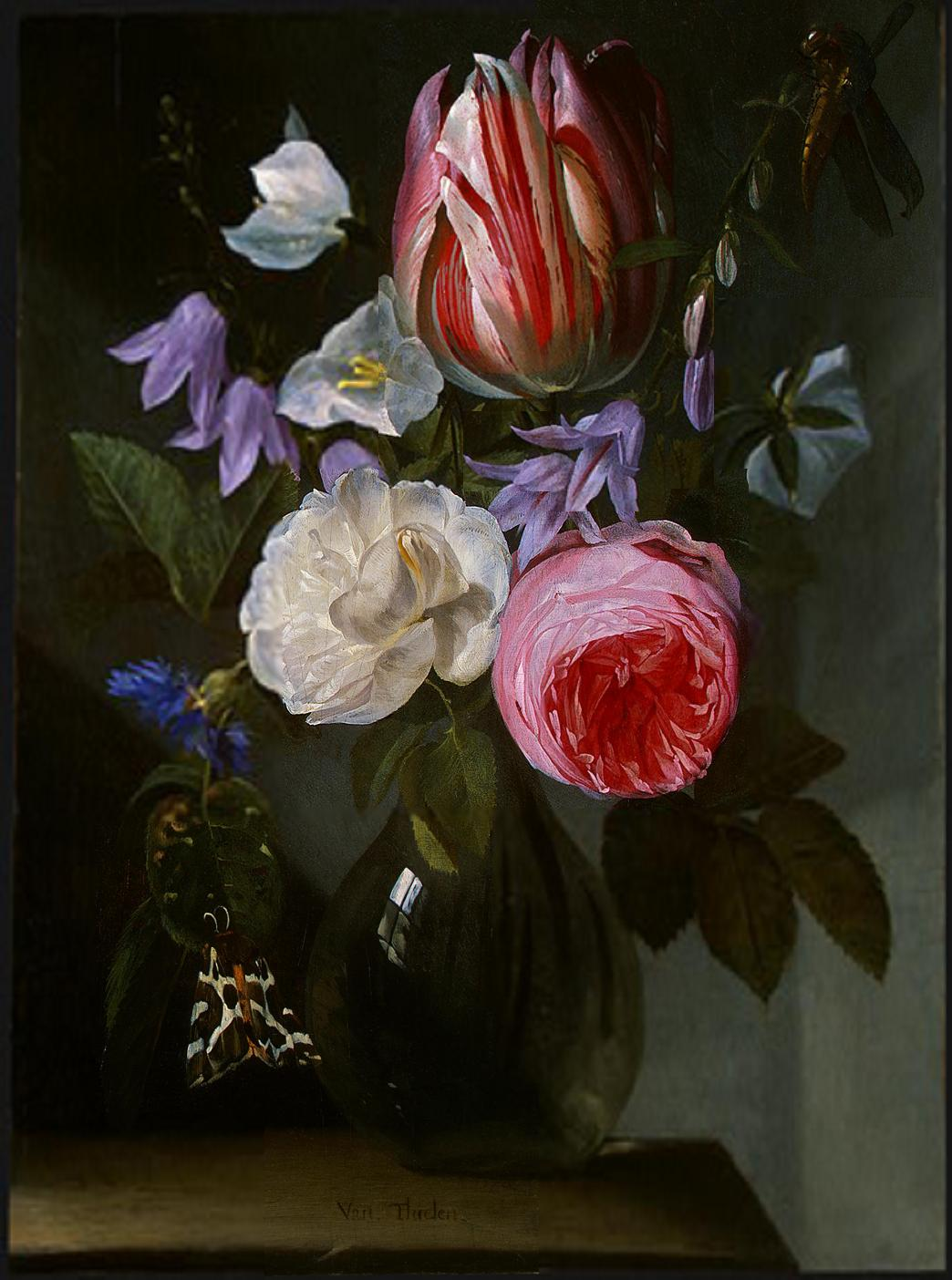
Rózsák és egy tulipán üvegvázában (Nemzeti Művészeti Galéria, Washington DC)
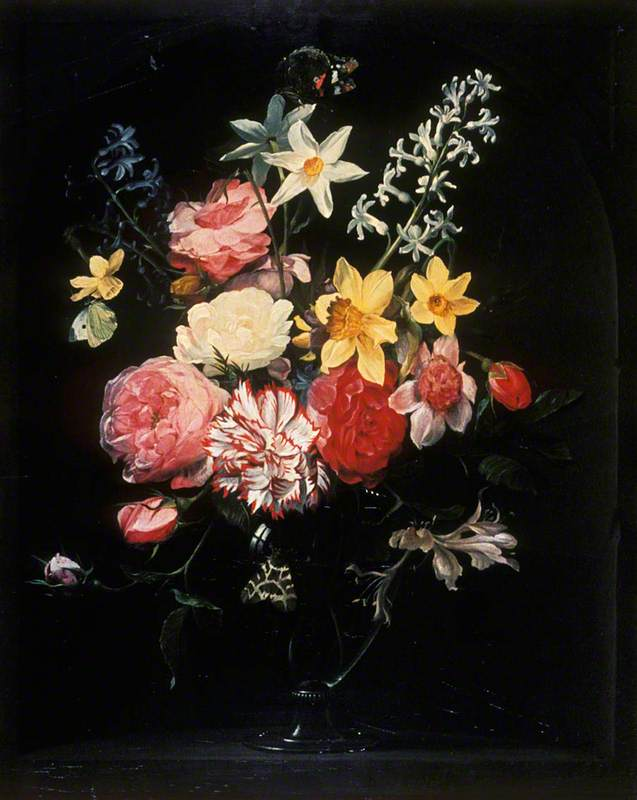
Virágok vázában (Fitzwilliam Múzeum)
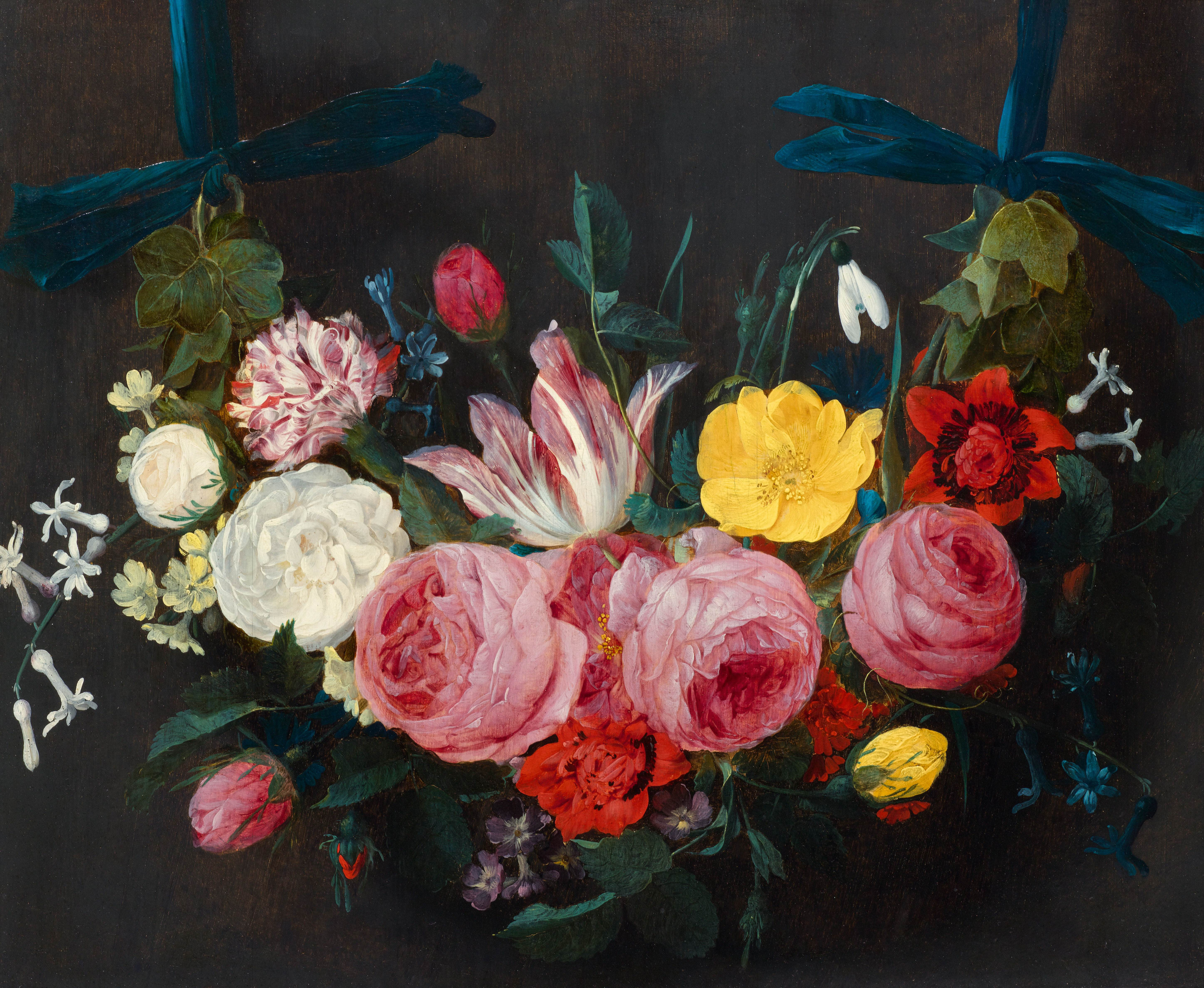
Virágfűzér rózsákkal, tulipánnal, szegfűvel, gyöngyvirággal, ibolyával és borostyánnal kék szalagokon
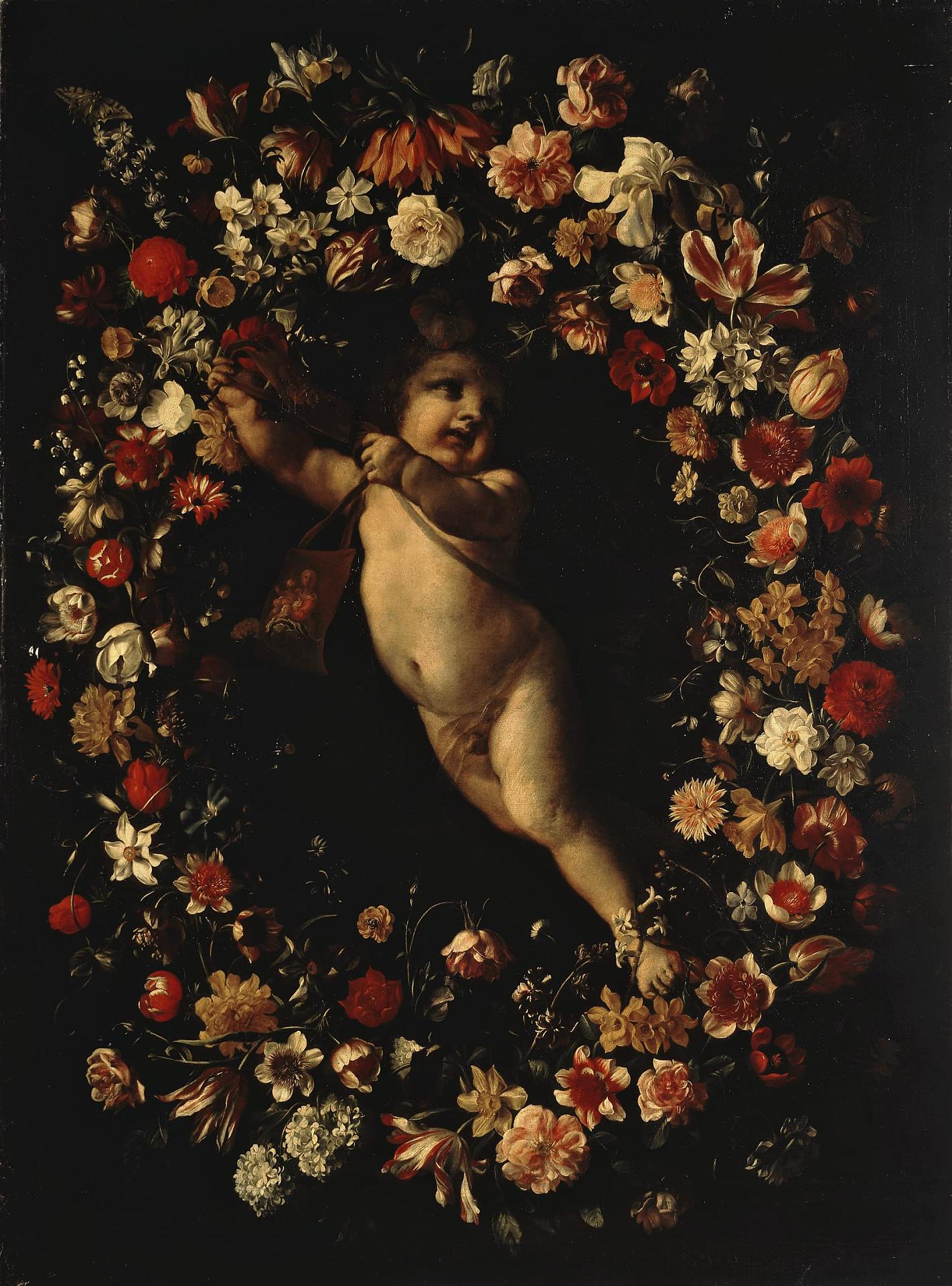
Angyal virágkoszorúval 1631-1660 között, (Ermitázs)
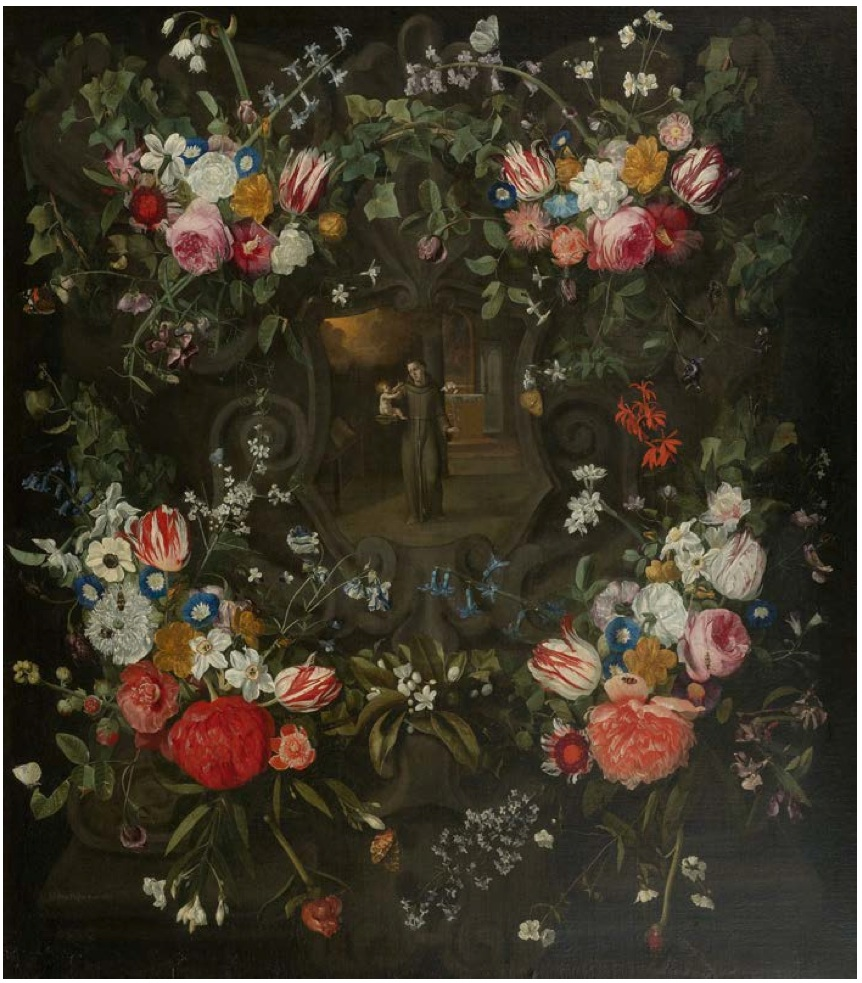
Szent Antal a gyermek Jézussal, virágfűzérben 1657.

### Virágcsendéletek
Virágfestményeinek stílusa kevésbé spontán, mint mesteréé, Daniel Seghersé. Seghers kompozíciói dinamikusak, míg van Thielennél minden, még a levelek is szabályosan elrendezettek. Alkotásain minden virág külön-külön hangsúlyt kap. Munkái részletesek, a virágszirmok rendkívül finomak, technikailag merészek, színhasználata élénk és elegáns, ami nagyban hozzájárult korabeli népszerűségéhez és sikeréhez.

### Virágfüzérek

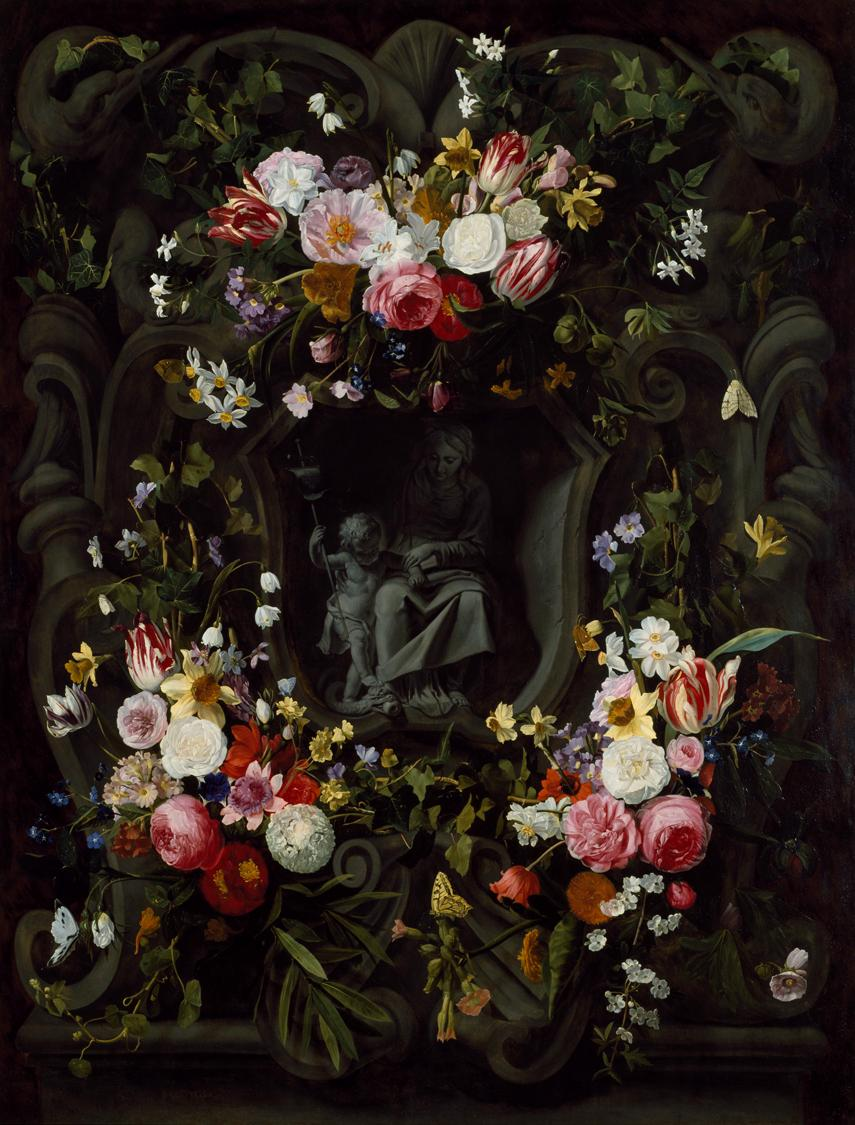
Kőkartus a Szűzzel és a Gyermekkel, virágfüzérrel körülvéve (1651) Chrysler Szépművészti Múzeum

A füzérfestmény a csendélet egy különleges típusa, amelyet idősebb Jan Brueghel és Hendrick van Balen dolgozott ki Antwerpenben Federico Borromeo olasz bíboros felkérésére a 17. század elején. A műfaj korai fejlesztésében többek között részt vett mestere Daniel Seghers, Andries Daniels és Peter Paul Rubens is. 
A műfaj kezdetben az ellenreformációs mozgalom vizuális művészetéhez kapcsolódott, majd további ihletője a Habsburg udvarban (amely ekkor Dél-Hollandia uralkodó háza volt) és általában Antwerpenben virágzó Szűz Mária kultusz volt. Ezek a csendéletek általában egy virágfestő és egy portréfestő közös munkái, ahol a kegykép, portré vagy más vallási motívum köré virágfüzért festettek.
Van Thielen és Quellinus együttműködésének jellemző példája a „Kőkartus a Szűzzel és a Gyermekkel, virágfüzérrel körülvéve” című alkotás, amelyet mindkét művész aláírt. 
A Quellinus által grisailleban festett kartus a Szűz és a kígyót leigázó gyermek Krisztus szobrait ábrázolja. A kígyó az eredendő bűn almáját szorongatja, a bonyolult kőkartus felső sarkait egy hattyúpár koronázza. Van Thielen borostyánt, a halál, az emlékezés és az örök élet szimbólumát festette a képre, és különféle virágokat adott hozzá: rózsát, jázmint, tulipánt, nárciszokat, hóvirágot, hortenziát, sarkantyút almavirágot, kökörcsint. A kompozíció nem valós csokron alapul, hiszen tavaszi és nyári virágokat is tartalmaz, de minden virág a Szűzanya és a gyermek örökkévaló erényeit szimbolizálja. Van Thielen pillangókat is festett a keretbe, amelyek Krisztus feltámadásának és a halál feletti diadalának allegóriái.

## Gyűjtemények
A Jan Philip van Thielen festményeit az oxfordi Ashmolean Múzeum (Oxfordi Egyetem), a Fitzwilliam Múzeum (Cambridge-i Egyetem), a Honolului Művészeti Múzeum, a Washington DC Nemzeti Művészeti Galéria és a milánói Palazzo di Brera állandó gyűjteményei között találhatjuk.

## Érdekesség
Modern hamisítványnak bizonyult egy Thielennek tulajdonított mű, amelyet a neves Christie's aukciósház bocsátott árverésre 2017-ben. A kép vásárlója visszakapta a pénzét.

## Fordítás
Ez a szócikk részben vagy egészben  a   Jan Philip van Thielen című angol Wikipédia-szócikk fordításán alapul.  Az eredeti cikk szerkesztőit annak laptörténete sorolja fel. Ez a jelzés csupán a megfogalmazás eredetét és a szerzői jogokat jelzi, nem szolgál a cikkben szereplő információk forrásmegjelöléseként.